# 青春ばかちん料理塾
『青春ばかちん料理塾』（せいしゅんばかちんりょうりじゅく）は、2003年に上映された日本映画。後藤真希の初単独主演映画。同時上映は石川梨華・藤本美貴主演の『17才 〜旅立ちのふたり〜』。

## あらすじ
高校を軽い気持ちで退学した小暮瞳は、「あゆみちゃん」と呼ばれるメル友に本心を打ち明ける。しかしその正体は中年九州男児の関根銀三だった。ひょんなことから料理学校に通うことになった二人だったが…?

## キャスト
- 小暮瞳：後藤真希
- 関根銀三：武田鉄矢
- 中条英太郎：谷啓
- ドルチェ坂井：グッチ裕三
- 千葉清美：林マヤ
- 今野健司：黄川田将也
- 小暮久美子：斉藤慶子
- 小暮和子：茅島成美
- 内田聡子：加藤紀子
- 料理教室受付：稲葉貴子
- 田中百合：保田圭
- 源さん：勝野洋
- 長さん：堀内孝雄
- 山木正義
- 半海一晃

## 主題歌
- 後藤真希「スクランブル」
- グッチ祐三「ラップ・クッキングレシピ」「ザ・試食タイム」

## スタッフ
- 製作委員会メンバー：冨永理生子（東映）、藤岡由夫（アップフロントエージェンシー）、辻幹男（テレビ東京）、土肥隆至（テレビ東京ミュージック）、関純二（講談社）
- 製作者：山﨑直樹
- 企画：黒木照美、瀬戸由紀男
- エグゼクティブプロデューサー：横溝重雄（東映）、川口勇吉、山本茂之、木綿克己（テレビ東京）、沼部俊夫（テレビ東京ミュージック）、工冨保（講談社）
- プロデュース：せんのともつぐ
- 監督：斎藤郁宏
- 脚本：安藤理恵・大原恵
- 原案：つんく♂
- 音楽：原田末秋
- HD編集：レスパスビジョン
- 現像・デジタル画像処理：東映ラボ・テック
- ダビングスタジオ：東映東京撮影所
- 協賛：am/pm
- ロケ協力：武蔵野調理師専門学校、武蔵野栄養専門学校、武蔵野服飾美術専門学校、神奈川大学附属中・高等学校、味の素スタジアム、横浜フィルムコミッションほか
- 技術協力：ビデオスタッフ
- 美術協力：フジアール
- 製作協力：せいさく者